# Parlamentní volby ve Finsku 1939
Parlamentní volby ve Finsku konané 1. – 2. července 1939 byly v pořadí 17. a posledními předválečnými volbami do finského parlamentu. Jasným vítězem se stali sociální demokraté, kteří získali téměř 40 % hlasů. Jejich koaliční partner z Agrárního svazu získal dalších 23 %, a tak vláda premiéra Cajandera mohla pokračovat v práci. Za pět měsíců, v prosinci 1939, vypukla tzv. Zimní válka proti Sovětskému svazu a vlády se ujal válečný kabinet Rista Rytiho.

## Předchozí události
Hlavní předvolebním tématem byly investice do obrany země. Zatímco středolevá koalice sociálních demokratů a agrárníků odmítala zvýšit výdaje na obranu. Pravicová opozice volala po navýšení armádního rozpočtu, a to i za cenu mezinárodní půjčky. I přesto samotná vláda svojí prací dosáhla důvěry u všech vrstev obyvatelstva. Podařilo se využít ekonomickou prosperitu země v budování sociálního státu. V zahraniční politice se země chovala neutrálně a budovala dobré vztahy s okolními skandinávskými zeměmi, a to především se Švédskem.
Krajně pravicové a populistické strany se dále pokoušely získat větší vliv na chod země, ale bez většího úspěchu. Dvě malé populistické strany (Malorolnická strana Finska a Lidová strana) po porážce v předchozích volbách spojily své síly a v prosinci 1936 vznikla nová Malorolnická a lidová strana (finsky: Pienviljelijäin ja maalaiskansan puolue, PMP)

## Volební výsledky
Volební účast byla 66,6 %, což bylo o 3,7 % více než v předchozích volbách. Sociální demokraty volilo více než půl miliónu Finů a jejich volební výsledek atakoval 40 %. Jejich koaliční partner, Agrární svaz, taktéž posílil a to o 3 křesla, takže vládnoucí kabinet mohl slavit pohodlné vítězství. Konzervativci z Národní koalice si připsali nejvíce nových křesel, a to hlavně na úkor Vlasteneckého lidového hnutí.
| Politická strana | Politická strana                          | Hlasy v % (změna) | Hlasy v % (změna) | Mandáty (změna) | Mandáty (změna) |
| ---------------- | ----------------------------------------- | ----------------- | ----------------- | --------------- | --------------- |
|                  | Finská sociálně demokratická strana (SPD) | 39,77             | ▲ +1,18           | 85              | ▲ +2            |
|                  | Agrární svaz (ML)                         | 22,86             | ▲ +0,45           | 56              | ▲ +3            |
|                  | Národní koaliční strana                   | 13,58             | ▲ +3,22           | 25              | ▲ +5            |
|                  | Švédská lidová strana (RKP)               | 9,61              | ▼ −1,59           | 18              | ▼ -3            |
|                  | Vlastenecké lidové hnutí                  | 6,65              | ▼ −1,69           | 8               | ▼ -6            |
|                  | Národní pokroková strana (ED)             | 4,81              | ▼ −1,47           | 6               | ▼ -1            |
|                  | Malorolnická a lidová strana (MPM)        | 2,14              | ▼ −0,46 1)        | 2               | ▬ ±0            |

1)výsledek MPM je porovnán se součtem výsledků Lidové strany a Malorolnické strany ve volbách v roce 1936

## Sestavování vlády
Ve vládě pokračoval kabinet premiéra Cajandera složený ze sociálních demokratů, agrárníků, švédských lidovců a zástupců Národní pokrokové strany. Pět měsíců po volbách, tj. v prosinci 1939, napadl Sovětský svaz Finsko a začala tzv. Zimní válka. Vlády se chopil válečný kabinet, který tvořila koalice původních vládních stran. Premiérem se stal Risto Ryti z Národní pokrokové strany. Zůstal u moci až do konce války na konci března 1940. Po válce podal kabinet demisi a nahradila ho široká koalice všech demokratických stran, která vládla Finsku do konce Druhé světové války. Další volby se konaly až v březnu 1945, a to již s účastí komunistů organizovaných ve Finské lidově demokratické lize.